# باول فلوريان
باول فلوريان (بالإنجليزية: Paul Florian)‏ هو مهندس معماري أمريكي، ولد في 1950.

## وصلات خارجية
- الموقع الرسمي